# Isabelle Moign
Isabelle Moign, née le 31 janvier 1955 à Paris, est une poétesse bretonne de langue française. Elle est également comédienne, éditrice et autrice de pièces de théâtre et de romans. 
Elle est la compagne de l'essayiste et poète Bruno Geneste.
Originaire du pays de Quimperlé, elle est cofondatrice du Festival de la Parole Poétique de la Maison de la Poésie locale. À Moëlan-sur-Mer, commune où elle habite et est par ailleurs adjointe au maire, déléguée à l'éducation et à la petite enfance, Isabelle Moign anime aussi des ateliers théâtre à destination des enfants et adolescents, au sein de l'association 1er acte.
Après avoir publié en 2018 Le souffle du geste, un recueil inspiré par les œuvres de sa fille, la plasticienne Klervi Bourseul, aux éditions Rafael de Surtis, elle publie en 2021 son deuxième roman, Le périple de Monsieur Ernest, aux éditions des Montagnes Noires.

## Œuvre

### Poésie
- Lente approche, Éditions Rafael de Surtis[7]
- L'écho des feuilles avec Bruno Geneste, Les Éditions sauvages, 2011
- Clameur avec Jean-Yves Gloaguen, Les Éditions sauvages, coll. "Carré de création", 2016
- Le souffle du geste, Éditions Rafael de Surtis, 2018
- Clémentine et Barnabé s'envolent (illustrations de Klervi Bourseul), livre-CD jeunesse, Les Éditions sauvages, hors-collection, 2020

### Romans
- Les ailes d'Ouessant, Éditions des Montagnes Noires, 2019[8]
- Le périple de Monsieur Ernest, Éditions des Montagnes Noires, 2021

## Synthèse des résultats électoraux

### Élections législatives
| Année | Parti | Parti | Circonscription | 1er tour | 1er tour | 1er tour |
| Année | Parti | Parti | Circonscription | Voix     | %        | Rang     |
| ----- | ----- | ----- | --------------- | -------- | -------- | -------- |
| 2002  |       | UDB   | 8e du Finistère | 759      | 1,48     | 8e       |
| 2012  | 632   | UDB   | 8e du Finistère | 1,27     | 7e       |          |

Dans sa commune de Moëlan-sur-Mer, elle obtient en 1,98% des suffrages 2002 et 1,89% des bulletins en 2012, rassemblant à chaque fois 69 voix.